# Lethrinops stridei
Lethrinops stridei е вид лъчеперка от семейство Цихлиди (Cichlidae). Видът е застрашен от изчезване.